# Loi des tangentes
 (février 2023).
Si vous disposez d'ouvrages ou d'articles de référence ou si vous connaissez des sites web de qualité traitant du thème abordé ici, merci de compléter l'article en donnant les références utiles à sa vérifiabilité et en les liant à la section « Notes et références ».

Fig. 1 - Notations usuelles dans un triangle quelconque.

En géométrie du triangle, la loi des tangentes est une relation entre la longueur de deux côtés d'un triangle et la mesure de deux de ses angles. 
On considère un triangle quelconque ABC, représenté sur la Fig. 1 ci-contre, où les angles sont désignés par α, β, γ et les côtés opposés aux angles par les lettres correspondantes a, b et c.
Alors,

## Démonstration
La loi des tangentes est un corollaire immédiat des formules de Mollweide.
On peut aussi la déduire directement, comme ces dernières, de la loi des sinus et des formules de Simpson :
{\displaystyle {\frac {a-b}{a+b}}={\frac {a(1-{\frac {\sin \beta }{\sin \alpha }})}{a(1+{\frac {\sin \beta }{\sin \alpha }})}}={\frac {\sin \alpha -\sin \beta }{\sin \alpha +\sin \beta }}={\frac {2\cos {\frac {\alpha +\beta }{2}}\sin {\frac {\alpha -\beta }{2}}}{2\sin {\frac {\alpha +\beta }{2}}\cos {\frac {\alpha -\beta }{2}}}}={\frac {\left({\frac {\sin {\frac {\alpha -\beta }{2}}}{\cos {\frac {\alpha -\beta }{2}}}}\right)}{\left({\frac {\sin {\frac {\alpha +\beta }{2}}}{\cos {\frac {\alpha +\beta }{2}}}}\right)}}={\frac {\tan {\frac {\alpha -\beta }{2}}}{\tan {\frac {\alpha +\beta }{2}}}}.}
Une variante pour la deuxième étape est :
{\displaystyle {\frac {\sin \alpha -\sin \beta }{\sin \alpha +\sin \beta }}={\frac {\left({\frac {\sin \alpha -\sin \beta }{\cos \alpha +\cos \beta }}\right)}{\left({\frac {\sin \alpha +\sin \beta }{\cos \alpha +\cos \beta }}\right)}}={\frac {\tan {\frac {\alpha -\beta }{2}}}{\tan {\frac {\alpha +\beta }{2}}}}.}

## Généralisation aux géométries non euclidiennes
Pour une surface non euclidienne de courbure K,
on définit le rayon de courbure ρ par :
{\displaystyle \,\rho =1/{\sqrt {|K|}},}
puis les dimensions réduites a, b et c du triangle par :
{\displaystyle \,a=BC/\rho ,\quad b=AC/\rho ,\quad c=AB/\rho .}

### Géométrie sphérique

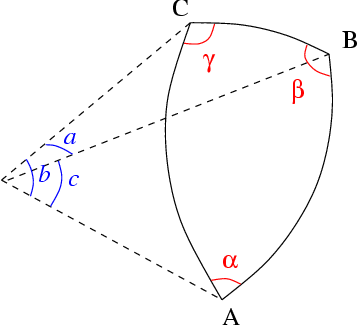
Fig. 2 - Triangle sphérique : dimensions réduites a, b et c ; angles α, β et γ.

Dans un triangle sphérique ABC, a, b et c correspondent à la mesure angulaire des segments de grand arc [BC], [AC] et [AB] (Fig. 2) et la loi des tangentes devient : 
{\displaystyle {\frac {\tan {\frac {a-b}{2}}}{\tan {\frac {a+b}{2}}}}={\frac {\tan {\frac {\alpha -\beta }{2}}}{\tan {\frac {\alpha +\beta }{2}}}}.}